# Stowe House
Erro Lua em Módulo:Coordenadas na linha 622: bad argument #1 to 'abs' (number expected, got nil).

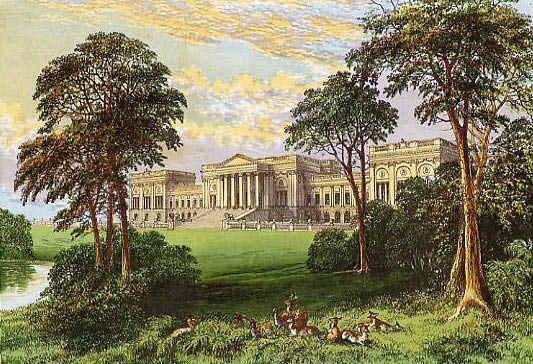
Stowe House, cerca de 1880.

Stowe House é um palácio rural da Inglaterra localizado em Stowe, no Buckinghamshire. É um listed building classificado com o Grau I. Actualmente aloja a Stowe School, uma escola independente. Os jardins e parte do parque passaram para a posse do "National Trust for Places of Historic Interest or Natural Beauty" em 1990.

## História
John Temple comprou o solar de Stowe em 1589, o qual se tornou na casa ancestral da família Temple. No final do século XVII, a casa foi completamente reconstruída por Sir Richard Temple, passando da velha fortaleza medieval para o que é, agora, o coração do impressionante palácio pelo qual toda a área é conhecida actualmente. Tendo sido redesenhado e aperfeiçoado posteriormente ao longo dos anos, o conjunto da fachada tem, agora, um comprimento de 916 pés (279 m.) e proporciona uma vista empolgante para quem se aproxima vindo de Buckingham. A longa e recta estrada estende-se de Buckingham até à frente do palácio, passando através dum arco coríntio de 60 pés (18 m.) no cume da colina situada no caminho, executado para impressionar e, ao mesmo tempo, humilhar e intimidar os visitantes. Esta estrada ainda se mantém em funcionamento actualmente.

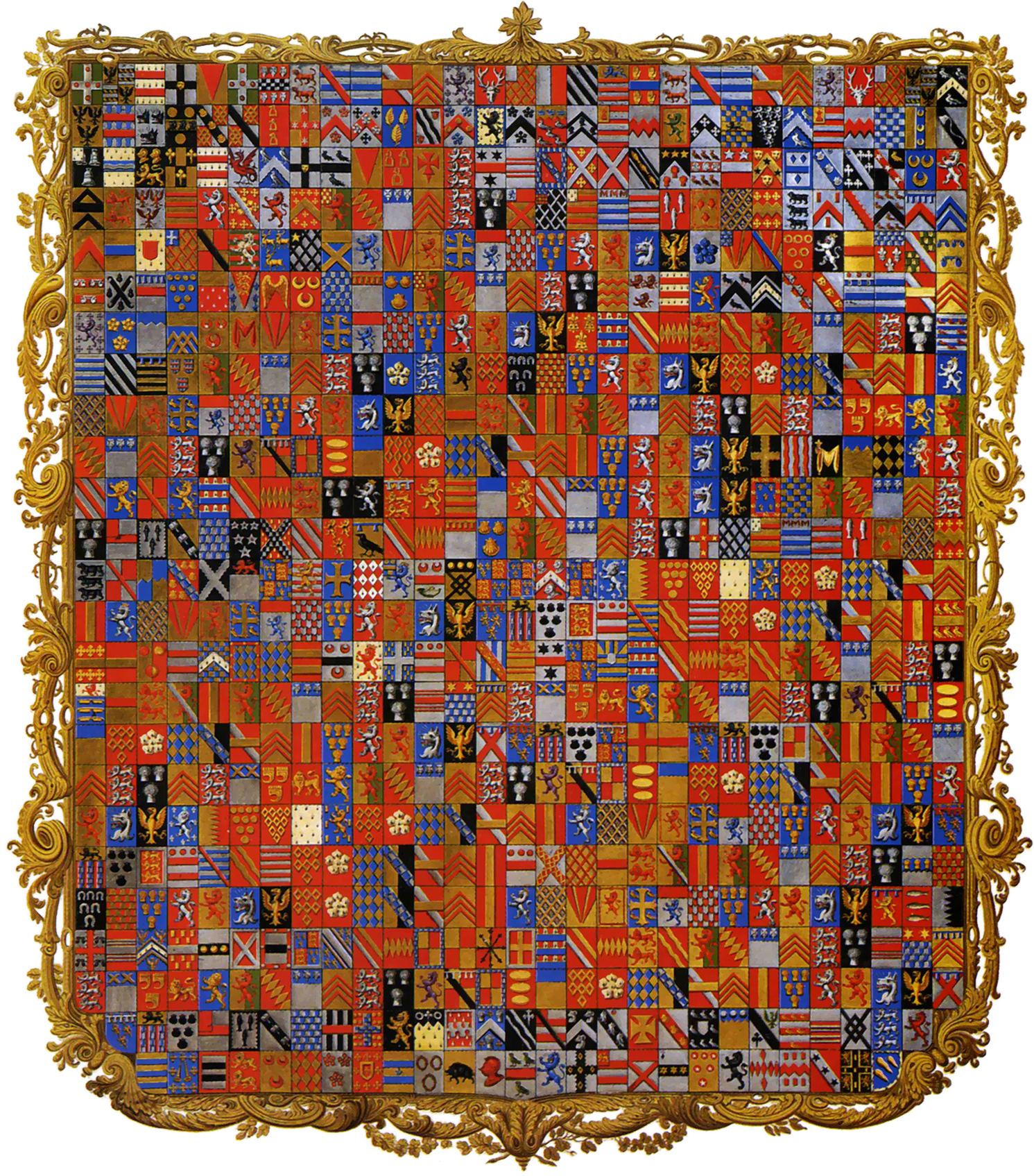
O padrão heráldico, com 719 campos, da família Temple-Nugent-Brydges-Chandos-Grenville.

### A família Temple-Grenville
Stowe House foi, a partir de 1784, a sede dos Marqueses de Buckingham. O 2º Marquês de Buckingham casou com a herdeira do último Duque de Chandos e foi, então, feito Duque de Buckingham e Chandos. Richard Plantagenet Campbell Temple-Nugent-Brydges-Chandos-Grenville, 3º Duque de Buckingham e Chandos (10 de Setembro de 1823–26 de Março de 1889), com o nome habitualmente encurtado para Richard Temple-Grenville, foi um estadista inglês do século XIX e um amigo chegado e subordinado de Benjamin Disraeli. Foi intitulado de Marquês de Chandos até à morte do seu pai, em 1861.
Conde Temple de Stowe é um título no Pariato do Reino Unido. Foi concedido, em 1822, a Richard Temple-Nugent-Brydges-Chandos-Grenville, que fòra anteriormente feito Duque de Buckingham. Com a morte do terceiro Duque, não restaram herdeiros masculinos no Ducado, pelo que este foi extinto. O Condado, porém, tem uma alínea especial inequívoca nas cartas que o criam, a qual permite que possa descer na linha feminina, o que aconteceu até ao primeiro bisneto do último Duque, William Gore-Langton. O palácio permaneceu como sede dos Duques de Buckingham e Chandos até à extinção do título, em 1889, e, depois disso, dos Condes Temple de Stowe, até ao início do século XX, quando, devido a dívidas prodigiosas, foi vendido para se transformar numa escola.

## O Palácio

### História arquitectónica

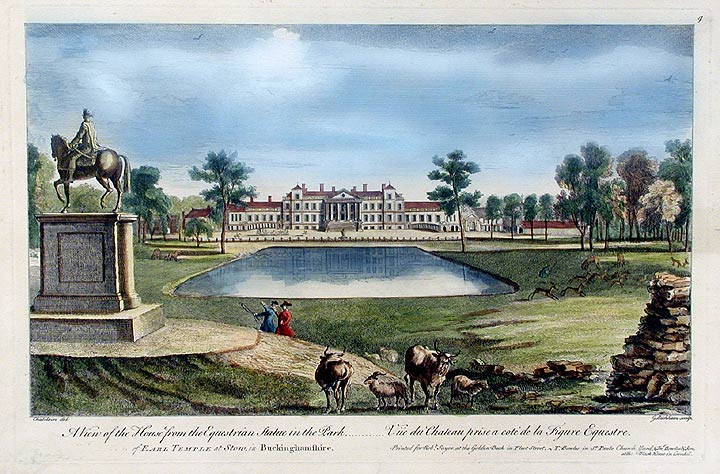
Frente norte de Stowe House em 1750. As principais alterações foram feitas depois desta data.

Stowe House é o resultado de quatro períodos principais de desenvolvimento, são eles:
- 1677-1683, sob Sir Richard Temple - envolveu a construção do bloco central.
- década de 1720-1733, sob o Richard Temple, 1º Visconde Cobham - incluiu a adição do Pórtico Norte (North Portico), por John Vanbrugh e a reconstrução das frentes norte, este e oeste.
- década de 1740-1760, começada pelo mesmo Visconde Cobham - incluiu a expansão de ambos os apartamentos de aparato, oeste e este.
- 1771-1779, sob Richard Grenville-Temple, 2º Conde Temple - em 1771, Robert Adam produziu um novo desenho para a frente sul. Este desenho foi adaptado e tornado mais uniforme por Thomas Pitt e concluído em 1779. Os interiores dos novos apartamentos de aparato só foram finalizados em 1788.

O exterior do palácio não sofreu alterações significativas desde 1779. No entanto, os interiores passaram por várias alterações; o Marquês de Buckingham converteu, em 1793 a Galeria Este (The East Gallery) na Grande Biblioteca (The Large Library) e, na década de 1800, foi criada, no piso térreo, a Biblioteca Gótica (Gothic Library), segundo desenhos de Sir John Soane, como um raro exemplo do estilo neogótico na obra daquele arquitecto. Também nesta época, foi adicionado o Vestíbulo Egípcio (Egyptian Hall) por trás do Pórtico Norte, como uma entrada secundária.

### A fachada sul

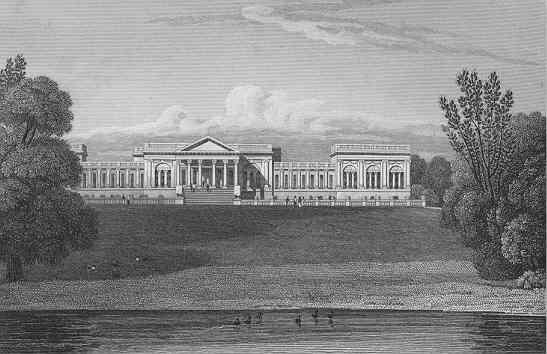
A frente sul (ou do jardim) de Stowe House, nas Views of the Seats of Noblemen and Gentlemen, de Jones (1829). Com excepção do aumento de tamanho das janelas da base a fachada mantém-se inalterada actualmente. Todas as janelas do andar superior, na versão inicial desta fachada, foram sacrificadas ao efeito arquitectónico. Todas as salas restantes nesse piso têm vista para os lados.

O elemento mais admirável no palácio é a sua fachada sul, com vista para os jardins. Esta é um dos mais refinados exemplos de arquitectura neoclássica na Grã-Bretanha. A frente principal estende-se por 460 pés (140 m.), dividida em cinco secções. São elas: o bloco central, com cerca de 130 pés (40 m.) de largura; as secções de ligação, mais baixas, com 75 pés (23 m.) de largura, as quais contêm a Sala de Jantar de Aparato (State Dining Room), a oeste, e a Grande Biblioteca, a este; e, nos extremos, dois pavilhões da mesma altura do bloco central, com cerca de 90 pés (27 m.) de largura. 
O bloco central e os pavilhões dos extremos estão articulados, ao nível do andar nobre (piano nobile), com pilastras coríntias sem canelados, com mais de 35 pés (11m.) de altura, as quais se transformam num pórtico hexastilo, suportando um frontão no meio da fachada. Ao longo da mesma, corre uma ordem menor de 48 colunas jónicas com mais de 20 pés (6,1 m.) de altura. O pórtico enfrenta uma loggia que contém a entrada para o Salão de Mármore (Marble Saloon), a qual é flanqueada por grandes nichos contendo estátuas. Por cima, existe um largo friso com um tema báquico. 
O acesso é feito por um lanço de escadas, com trinta e três degraus da mesma largura do pórtico, as quais sobem do Relvado Sul (South Lawn). A escadaria possui sólidos parapeitos em ambos os lados, os quais terminam em esculturas de leões, que vieram substituir, em 1927, os leões de bronze originais, estes últimos de uma escala ligeiramente maior. De ambos os lados do pórtico existem duas janelas tripartidas, separadas e flanqueadas por colunas jónicas; estas estão delimitadas por um arco que contém um tondo esculpido, em pedra de Portland, no tímpano, com entalhes das quatro estações. Por sua vez, os arcos estão flanqueados por pilastras coríntias geminadas, do mesmo tamanho das colunas do pórtico. 
A fachada é encimada por um parapeito balaustrado. No centro do parapeito do pavilhão este encontra-se uma escultura de duas figuras reclinadas, Ceres e Flora. As figuras correspondentes no pavilhão oeste são da Liberdade e Religião. Cada um dos pavilhões dos extremos possui três janelas tripartidas combinadas com as do bloco central, sendo os seus tondos esculpidos com cenas sacrificiais.

### Os principais interiores

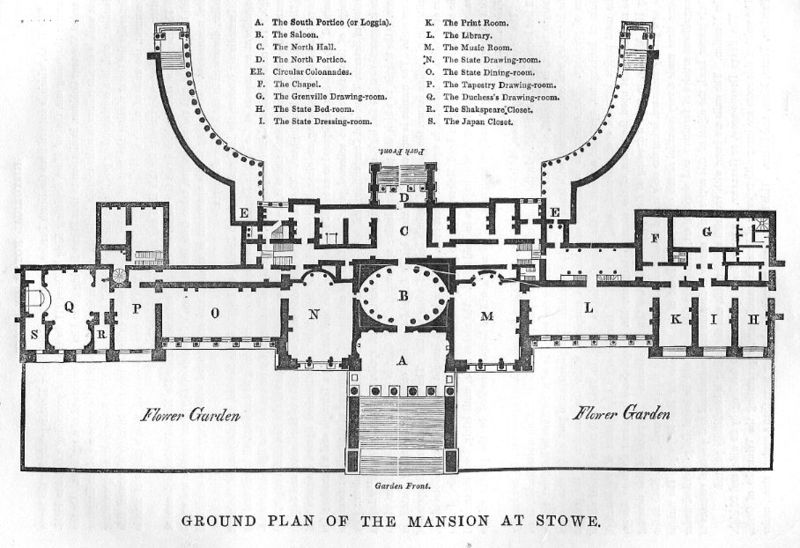
O piano nobile de Stowe House. A entrada da frente fica em D. As salas P e Q também serviam, às vezes, como sala de vestir de aparato e quarto. Por escala, as salas O e L têm, cada uma, 75 pés (23 m.) de comprimento. Existem alas de serviço de ambos os lados que não são mostradas.

Durante a venda de 1921-1922, todas as mobílias e obras de arte foram vendidas, tal como vários equipamentos, incluindo lareiras. Alguns dos retratos de família e outros elementos associados com o palácio têm sido trazidos de volta, encontrando-se, actualmente, expostos no edifício.
As principais salas são:
- O Vestíbulo Norte (North Hall - C na planta ao lado),[3] localizado por trás do Pórtico Norte, é o principal vestíbulo de entrada no palácio e a menos alterada das salas datadas da década de 1730. O tecto, com uma profunda moldura côncava, foi pintado, por William Kent, em grisaille em fundo dourado imitando mosaico. Existem seis divindades clássicas representadas na moldura,  Mercúrio, Júpiter, Vénus, Saturno, Apolo e Diana. Também estão ali representados nove dos doze signos do zodíaco. O centro plano do tecto está encerrado numa trave de estuque, contendo, por sua vez, um quadrado com um círculo, no interior do qual está uma pintura de Marte. A parede sul tem no seu centro um grande conjunto de portas que dão acesso ao Salão de Mármore (Marble Saloon). A parede oeste possui, por cima da lareira, um relevo em mármore branco, de Thomas Banks, representando "Carataco frente ao Imperador Cláudio" no seu centro, o qual é flanqueado por duas portas. A parede este tem, acima duma pequena escadaria que conduz ao piso térreo, um outro relevo em mármore branco, de Christophe Veyrier, representando "A Família de Dario III frente a Alexandre, o Grande", também no seu centro e flanqueado por duas portas.
- O Salão de Mármore (Marble Saloon - B na planta)[4] é o maior ambiente interior do palácio, localizando-se imediatamente por trás do Pórtico Sul. Este salão, com base no Panteão de Roma, possui uma planta elíptica, com um comprimento de 63 pés (19 m.) no eixo maior por 45 pés (14 m.) no menor, com o tecto abobadado a uma altura de mais de 56 pés (17 m.). A sala foi, provavelmente, desenhada por Vincenzo Valdrè. A estrutura básica foi construída entre 1775 e 1777, mas a decoração foi, provavelmente, concluída apenas em 1788 pelo custo de 12.000 libras. A metade inferior das paredes é rodeada por 16 colunas dóricas romanas sem caneladuras, feitas em scagliola encarnado com veios brancos, com capités e bases em mármore branco, suportando um ricamente detalhado entablamento dórico, de estuque branco, com sátiros nas métopas. Estas colunas flanqueiam quatro portas nas direcções cardeais e nichos planos que em tempos contiveram modelos em gesso de estátuas da Roma Antiga. Por cima dos nichos e passagens existem pequenos relevos rectangulares em estuque, representando escudos e troféus. Por cima do entablamento encontra-se um friso muito elaborado, o qual consiste em mais de 280 figuras humanas e 14 animais em estuque, todas em alto-relevo; o escultor foi, provavelmente, Charles Peart. O tema do friso é a suovetaurília. Na cúpula, cofrada com estuque branco, existem 160 caixotões, quase todos com uma forma única. Os caixotões contêm rosetas altamente decoradas, sendo as arestas entre eles também muito elaboradamente decoradas. Ao centro, abre-se um oculus, igualmente elíptico. O pavimento é feito de 72 blocos quadrados de Mármore de Carrara branco apoiados numa cercadura de tijolo; no centro do pavimento encontra-se uma grelha de metal que faz parte do sistema de aquecimento.
- A Sala de Música de Aparato (State Music Room - M na planta),[5] situada a este do Salão de Mármore, tem uma área com cerca de 40 por 30 pés (12 por 9 m), tendo sido, provavelmente, desenhada por Valdrè e concluída no início da década de 1780. Com uma abside no centro da parede norte, apresenta portas em cada extremo das paredes laterais, das quais apenas o par situado mais a norte é real, sendo as outras duas portas falsas. A parte norte tem, dentro da abside, dois conjuntos de portas flanqueando um nicho rodeado por um friso decorativo. Nas esquinas da abside e também no seu interior flanqueando o nicho, existem duas colunas coríntias, não acaneladas, em scagliola. As paredes são pintadas com painéis em forma de grotescos e arabescos. A lareira de mármore branco, no centro da parede este, insere-se com painéis de mármore rosso antico e com decorações esculpidas, representando instrumentos musicais, em mármore branco e ormolu. Esta lareira foi vendida em 1922, mas comprada de volta em 1991, tendo sido feito um novo espelho para substituir o original. O tecto estucado possui uma decoração com moldagens douradas e sete pinturas inseridas. A pintura central é circular e representa a "Dança das Horas" (The Dance of the Hours), a partir de Guido Reni, sendo flanqueada, a norte e a sul, por duas pinturas rectangulares representando as quatro estações. Entre estas grandes pinturas existem outras quatro mais pequenas, mostrando cenas paisagísticas. Acredita-se que todas as pinturas são da autoria de Valdrè.
- A Grande Biblioteca (Large Library - L na planta),[6] situada a este da Sala de Música de Aparato, tem uma área de 75 por 25 pés (23 por 7,6 m). Esta sala foi criada em 1793 a partir da Galeria Este (East Gallery). O tecto estucado data de então, com a sua elaborada cornija suportando uma profunda moldura côncava cofrada, em cujos cantos existem cachos de uvas- O centro plano do tecto exibe uma decoração elaborada, incluindo no bordo do painel central "homens do mar" segurando e comendo um grifo. A entrada principal situa-se no centro da longa parede norte. Existem lareiras de mármore branco com umbreiras pretas ao centro de cada parede dos extremos, as quais flanqueiam cariátides. Uma delas data de 1792, sendo uma cópia de uma outra datada, provavelmente, da década de 1760. Por cima de cada lareira encontra-se um espelho. As estantes são em mogno, existindo mais de quinhentas prateleiras nas partes inferiores das paredes, as quais possuem as suas portas originais, com grades em arame de latão. As paredes estão completamente cobertas por prateleiras, mesmo os espaços entre as sete janelas da parede sul. As duzentas e quarenta prateleiras superiores são acedidas por uma galeria que corre em volta das paredes este, norte e oeste. Existe uma série de três bustos de mármore nas janelas, os quais foram vendidos em 1921 e recomprados mais tarde, representando: o 1º duque de Buckingham e Chandos, por Raimondo Trentanova, Frederico III da Alemanha e Vitória, Princesa Real, ambos esculpidos por Tito Angelini. Existem, ainda, pequenos bustos por cima das estantes na parede das janelas de: Homero, Francis Bacon, Isaac Newton, Horácio, Demóstenes e um outro de Homero. Estes foram igualmente vendidos em 1921 mas doados ao palácio, regressando às suas posições originais.
- A Sala de Estar de Aparato (State Drawing Room - N na planta) [7] também é chamada de Sala Templo (Temple Room). Fica situada a oeste do Salão de Mármore, numa posição simétrica e com as mesmas medidas da Sala de Música de Aparato. Existe uma abside no centro da parede norte e portas em cada extremo das paredes laterais, das quais apenas o par situado a norte é real, sendo as restante duas portas falsas. O tecto estucado, provavelmente desenhado por Valdrè, está decorado em estilo neoclássico com um arranjo simétrico de nereidas, taças, pateras e outros motivos. Originalmente, os detalhes eram dourados, mas foram substituídos por prata durante o restauro de 1965. O tecto data de 1776 e foi executado por James Lovell. A lareira de mármore original, datada de 1777, foi vendida em 1922 e encontra-se, actualmente, em Espanha; esta continha um antigo baixo relevo, em alabastro, vindo do Egipto, representando um "Sacrifício a Baco". A parede norte tem um par de colunas coríntias de madeira, caneladas, flanqueando a abside, e mais duas no interior desta. Nos cantos da sala erguem-se quatro colunas. As paredes estavam habitualmente cobertas por damasco encarnado e as mais refinadas pinturas da colecção pendiam das suas paredes. Em 1838 encontravam-se aqui cinquenta e dois quadros pendurados, incluindo trabalhos de Rubens, Nicolas Poussin, Murillo, Aelbert Cuyp, David Teniers o jovem e Domenichino, os quais se encontram, actualmente, distribuídos por museus britânicos e americanos. Também as mais refinadas peças de porcelana de Sèvres, das mais de 200 da colecção, costumavam estar expostas nesta sala, mas estas foram vendidas em 1848. Os mobiliários incluíam várias peças vindas do Palazzo Ducale di Venezia que se encontram, agora, noutras colecções e museus britânicos.
- A Sala de Jantar de Aparato (State Dining Room - O na planta) [8] é simétrica à Grande Biblioteca, possuindo as mesmas mediadas daquela. Localizada a oeste da Sala de Estar de Aparato, esta sala foi a Galeria de Aparato (State Gallery) até 1817, quando assumiu o seu nome actual. O tecto, com um elaborado entablamento em estuque suportando uma profunda moldura côncava, apresenta uma decoração pintada por Francesco Sleter em 1747, a qual inclui "Hebe comendo a Águia de Júpiter", a este, "Cupido brincando com duas Graças", a norte, "Cupido adormecido com duas Graças", a sul, e "Diana e os seus Galgos", a oeste; os espaços entre estas pinturas está decorado com animais, incluindo cisnes e os seus filhotes, pombos e coelhos. Existem três grandes pinturas octogonais na parte central plana do tecto, as quais são, provavelmente, substituições de inícios do século XIX para as originais de Robert Jones; são elas "Vénus desarmando Cupido", a este, "Vénus na sua Quadriga, coroada por Cupido e servida pelas Três Graças", ao centro, e "Vénus no seu Toilete, servida pelas Graças", a oeste. Também existem oito pequenos painéis octogonais representando pares de vasos e relevos clássicos. As áreas entre estas pinturas estão decoradas com acanto pintado e todas as pinturas estão bordejadas por traves de estuque branco e dourado decoradas em guilloché. As duas lareiras na parede norte datam da década de 1920, tendo o par original sido vendido em 1922. Estas últimas eram de mármores brancos e amarelos de Siena, com peças sobre a consola em madeira elaboradamente talhada contendo pinturas, actualmente na América; estas pinturas representavam "Deusa conduzindo a Erudição", a este, e "Mercúrio conduzindo a Tragédia e a Comédia ao Parnassus", a oeste. Existem quatro pinturas, acima das duas portas nas paredes este e oeste, de centauros masculinos e femininos com emblemas de báquicos e liras, provavelmente pintadas por Robert Jones. As paredes tiveram penduradas cinco tapeçarias de Bruxelas encomendadas pelo Visconde Cobham, as quais exibiam o triunfo de divindades clássicas: Ceres, Baco, Neptuno, Marte e Diana, todas elas actualmente na Suíça. A mesa de jantar, quando totalmente aberta, tinha um comprimento de 65 pés (20 m). As paredes apresentam vários retratos de pessoas associadas com o palácio, as quais têm sido adquiridas ao longo dos anos.
- A Pequena Sala de Jantar da Tapeçaria,[9] actualmente conhecida como Copa (Servery), fica localizada a oeste da Sala de Jantar de Aparato, tendo sofrido drásticas reconstruções, às quais sobreviveu pouco da sua decoração original, restando apenas a cornija dourada e o friso estucado. As armações que encerravam a tapeçaria ainda estão no lugar. A sua elaborada lareira e a peça talhada em madeira que se situava sobre a sua consola foram vendidas em 1922. O tecto foi destruído em 1935, quando o pavilhão oeste da frente sul foi reconstruído devido a problemas estruturais.
- A Sala da Jarreteira (Garter Room),[10] a qual servia como Quarto de Aparato (State Bedroom), fica a oeste da Pequena Sala de Jantar da Tapeçaria. Nada da sua decoração original sobreviveu às obras de reconstrução. Encontra-se, ali, uma reconstrução do tecto estucado original com a sua insígnia da Jarreteira no centro.
- A Sala Azul (Blue Room),[11] a este da Grande Biblioteca, costumava ser uma pequena sala de estar. O tecto estucado, datado de 1774-1775, está decorado com emblemas de Baco, incluindo quatro frisos rodeando um cântaro com a asa em forma dum sátiro. A sala é circundado por uma grinalda de folhas de parreira e uvas, apresentando, nos quatro cantos, relevos de divindades clássicas, entre as quais Vénus, Flora e Vulcano.

Merecem ainda referência:
- A Capela (Chapel - F na planta)
- A Biblioteca Gótica (Gothic Library)
- O Vestíbulo Egípcio (Egyptian Hall)

## Os Jardins

### História dos jardins
Na década de 1690 Stowe tinha um modesto jardim parterre ao estilo do barroco inicial, devendo mais à Itália que à França, o qual não sobreviveu. Num espaço de tempo relativamente curto, Stowe tornou-se conhecido pelos seus magníficos jardins criados pelo seu proprietário de então, Richard Temple, 1º Visconde Cobham. Nas décadas de 1710 e 1720, Charles Bridgeman (desenhador de jardins) e John Vanbrugh (arquitecto) desenharam um parque inglês barroco, inspirados pelos trabalhos de London, Wise e Switzer. Na década de 1730, William Kent e James Gibbs foram indicados para trabalhar com Bridgeman, que faleceu em 1738. Kent, que já havia criado os gloriosos jardins de Rousham House, foi ajudado por Giacomo Leoni a construir templos, pontes e outras estruturas de jardim. O Templo da Antiga Virtude (1734), de Kent, olha ao longo dos Campos Elísios para o Santuário das Dignidades Britânicas. Em 1741, Capability Brown foi indicado como líder da jardinagem, vindo a trabalhar com Kent até à morte deste último, em 1748, e continuado a sua função em Stowe até 1751. Nestes anos, foi dada uma forma "naturalista" ao Tanque Octogonal de Bridgeman e ao Lago de Onze Acres, tendo sido acrescentada uma Ponte Palladiana em 1744. Brown criou um Vale Grego que, apesar do nome, é uma composição abstracta de acidentes geográficos e bosques. Tal como Loudon registou em 1831, "a natureza fez pouco ou nada; o homem uma grande parte, e o tempo aperfeiçoou o seu trabalho".
Como Stowe evoluiu de um jardim inglês barroco para um parque paisagístico pioneiro, os jardins tornaram-se numa atracção para grande parte da nobreza, incluindo líderes políticos. De facto, diz-se que Stowe foi o primeiro jardim inglês para o qual foi produzido um livro-guia. Guerras e rebeliões foram supostamente discutidas entre os muitos templos do parque; as obras de arte da época reflectem isso retratando caricaturas dos políticos mais conhecidos da história. Os jardins de Stowe começaram a evoluir para uma série de quadros naturais, a serem apreciados numa preambulação, em vez de formarem um ponto central. Na sua forma final, os jardins foram o maior e mais elaborado exemplo do que ficou conhecido na Europa como Jardim Inglês. Os principais jardins encerrados no interior do valado cobrem mais de 400 acre (1,6 km²). O parque também possui muitos edifícios, incluindo portarias e outros monumentos. As principais divisões do jardim são:

### As abordagens
Existem duas entradas principais no parque: a Grande Avenida vinda de Buckingham, para sul, e a Avenida de Oxford, para sudoeste. Os edifícios nesta área são:
- Os Portarias Buckingham (Buckingham Lodges),[13] situados a mais de 3 milhas (5 km) exactamente a sul do centro do palácio, foram provavelmente desenhados por Vincenzo Valdrè. Datam de 1805 e flanqueiam a entrada da Grande Avenida.
- O Arco Coríntio' (Corinthian Arch),[14] desenhado, em 1765, por Thomas Pitt, 1º Barão Camelford, primo de Lord Temple. O arco foi construído em pedra e atinge uma altura de 65 pés (20 m). Está localizado no extremo norte da Grande Avenida, a mis de uma milha e meia a sul do centro do palácio, ergundo-se no topo duma colina. O arco central é flanqueado no lado sul por um par de pilastras coríntias e no lado norte por um par de colunas coríntias emparelhadas. O arco contém duas residências destinadas, originalmente, aos guardas da caça. As colunas toscanas que o flanqueiam foram adicionadas em 1780.
- Os Portões Oxford (Oxford Gates).[15] Os pilares centrais foram desenhados por William Kent, em 1731, para uma posição a nordeste, tendo sido mudados para a actual localização em 1761. Na década de 1780 foram acrescentados gradeamentos de ferro de cada lado segundo um desenho do arquitecto Vincenzo Valdrè. Os pilares ostentam brasões em pedra Coade.
- A Ponte Oxford (Oxford Bridge),[15] construída em 1761 para atravessar o rio Dad depois deste ter sido estancado. É feita em pedra e apresneta uma forma corcovada. Possui três arcos, sendoo central ligeiramente mais largo e alto que aqueles que o flanqueiam. Com um sólido parapeito, erquem-se oito vasos decorativos nos extremos dos parapeitos e sobre os dois pilares.
- Os Pavilhões Boycott (Boycott Pavilions) [16] foram desenhados por James Gibbs e construídos em pedra, O pavilhão este foi construído em 1728 e o oeste em 1729. Localizados no alto duma colina com vista para o rio Dad, flanqueiam a Ponte Oxford. Originalmente, tinham ambos a forma de um quadrado e foram planeados como belvederes abertos com telhados piramidais de pedra. Em 1758, o arquitecto Giovanni Battista Borra alterou os telhados, substituindo-os por cúpulas de chumbo, com uma trapeira e um lanternim aberto no centro. O pavilhão este foi convertido numa casa de três andares em 1952.

### O pátio dianteiro
Localizado em frente da fachada norte do palácio, apresenta no seu centro:
- A Estátua de Jorge I,[17] uma estátua equestre em chumbo fundido, numa escala superior à real, do Rei Jorge I, feita em 1723 por Andries Carpentière. A estátua encontra-se instalada num alto plinto de pedra.

### A Vista Sul
Esta vista inclui os relvados inclinados para sul do palácio, descendo para o Lago Octogonal (Octagon Lake) e uma milha e meia por trás do Arco Coríntio (Corinthian Arch), atrás do qual se estende a Grande Avenida por mais de uma milha e meia até Buckingham. Os edifícios nesta área são:
- O Arco Dórico (Doric Arch),[18] de pedra, erguido em 1768 para a visita da Princesa Augusta, uma arco simples flanqueado por pilastras dóricas caneladas com um elaborado entablamento com tríglifos e métopas esculpidas, suportando um alto ático. Este arco conduz aos Campos Elísios.
- A Estátua de Jorge II, na margem esquerda do relvado, foi reconstruída em 2004 pelo National Trust. É um monumento ao Rei Jorge II, originalmente construído em 1724, antes deste se tornar rei. O monumento consiste numa coluna, não acanalada, assente num plinto que suporta a escultura em pedra de Portland do Rei, sendo uma cópia da estátua vendida em 1921.
- Os Pavilhões do Lago [19] foram desenhados por Vanbrugh em 1719. Encontram-se na margem do valado flanqueando a vista central através do parque até ao Arco Coríntio. Mais tarde foram mudados, em 1764, tendo sido, então, feitos os seus detalhes neoclássicos pelo arquitecto Borra. Elevados num pódio baixo, com acesso por um lanço de oito degraus, têm um frontão assente em quatro colunas dóricas acanaladas de largura por duas de fundura, com uma sólida parede de fundo e um tecto estucado cofrado. Atrás do pavilhão este fica o Portão do Sino (Bell Gate), o qual era utilizado pelo público quando visitava os jardins nos séculos XVIII e XIX.

### Os Campos Elísios
Imediatamente a este da Vista Sul existe uma série de edifícios, desenhados por William Kent, rodeando uma série de estreitos lagos, mais parecidos com um rio que desce para o Lago Octogonal. Os edifícios nesta área são:
- O Templo da Antiga Virtude (Temple of Ancient Virtue),[20] construído em 1737 de acordo com os desenhos de Kent, tem a forma de um tolo, um edifício circular com cúpula rodeado por colunas. Neste caso existem 16 colunas jónicas sem caneladuras, erguidas num pódio, com doze degraus que sobem para as entradas arcadas sem porta. No seu interior existem quatro nichos, um deles entre as duas entradas. Estes nichos contêm quatro esculturas em tamanho natural (cópias en gesso dos originais, de Peter Scheemakers, vendidas em 1921), representando Epaminondas (general), Licurgo (legislador), Homero (poeta) e Sócrates (filósofo).
- O Templo das Dignidades Britânicas (Temple of British Worthies),[21] desenhado por Kent e executado em 1734-1735, construído em pedra, é uma êxedra curva sem telhado, com um grande pilar de pedra ao centro encimado por uma pirâmide contendo um nicho oval que em tempos conteve um busto de Mercúrio. As paredes curvas contêm seis nichos de cada lado do pilar central. Existem ainda mais dois nichos nos ambos os extremos da parede e outros dois atrás. Estes estão preenchidos por bustos, meio esculpidos por John Michael Rysbrack, de John Milton, William Shakespeare, John Locke, Sir Isaac Newton, Sir Francis Bacon, Isabel I, Guilherme III e Inigo Jones, sendo os outros oito de Alexander Pope, Sir Thomas Gresham, Alfredo o Grande, Eduardo, o Príncipe Negro, Sir Walter Raleigh, Sir Francis Drake, John Hampden e Sir John Barnard (deputado Whig e opositor do Primeiro-Ministro do mesmo partido Sir Robert Walpole). Existe um pequeno frontão sobre cada nicho, os quais sobressaem ligeiramente da parede. Acompanhando a curvatura da parede encontram-se três degraus largos.
- A Ponte de Conchas' (Shell Bridge),[22] desenhada por Kent e concluída em 1739, é actualmente uma barragem, em vez duma ponte, decorada com conchas.
- A Gruta (Grotto),[23] provavelmente desenhada por Kent na década de 1730, fica localizada na cabeça do rio serpenteante que corre através dos Campos Elísios. Existem ali dois pavilhões, um ornamentado com conchas e o outro com seixos e pedras.
- A Fonte das Estações (Seasons Fountain),[24] provavelmente erguida em 1805, foi construída a partir de estatuária branca, fluindo dela água de nascente. Com uma estrutura básica feita a partir duma lareira do século XVIII, costumava estar decorada com placas Wedgwood das quatro estações, possuindo copos de prata para beber suspensos de cada lado.
- A Coluna Greville (Greville Column) [25] foi erguida originalmente em 1749 próximo do Vale Grego e mudada para a sua actual localização em 1756. Homenageia um dos sobrinhos de Lord Cobham, o Capitão da Royal Navy Thomas Grenville, morto em 1747 enquanto combatia os franceses, no Cabo Finisterra, a bordo do HMS Defiance sob o comando do Almirante Anson. O monumento baseia-se num monumento naval da Roma Antiga, uma Coluna Rostral, a qual foi esculpida com as proas das galés romanas cravadas nas ondas. A ordem usada foi a atoscana, e é encimada por uma estátua de Calíope segurando um pergaminho onde se lê Non nisi grandia canto (Apenas canta os feitos heroicos). Existe ali uma longa inscrição em latim acrescentada à base da coluna depois desta ser movida.
- O Monumento Cook (Cook Monument),[26] construído em 1778 como um monumento ao Capitão James Cook, toma a forma dum Globo de pedra num pedestal. Foi removido para a sua actual posição em 1842. O pedestal tem um relevo esculpido, com a cabela de Cook de perfil e a inscrição Jacobo Cook/MDDLXXVIII.

### Jardim Este
Este jardim fica localizado a leste dos Campos Elísios, sendo também conhecidos como Campo Hawkwell (Hawkwell Field). Consiste numa área aberta rodeada por alguns dos maiores edifícios. As construções nesta área são:
- O Templo Gótico (Gothic Temple),[27] desenhado por Gibbs em 1741 e completado cerca de 1748, é o único edifício nos jardins construído em siderita, com todos os outros a usar pedras calcárias de cor amarelo-cremoso. O edifício, de dois andares, tem uma planta triangular, com uma torre de forma pentagonal em cada esquina, uma das quais se ergue dois andares acima do edifício principal, e as outras duas possuem lanternins nos seus telhados. O interior inclui uma sala circular, de dois andares, coberta por uma cúpula rasa pintada para imitar mosaicos, representando a Heptarquia. É dedicado "À Liberdade dos nossos Ancestrais" (To the Liberty of our Ancestors).
- A Alcova de Seixos (Pebble Alcove) [28] foi construída em pedra antes de 1739, provavelmente segundo desenhos de Kent. Toma a forma duma êxedra encerrada por um trabalho de pedra encimado por um frontão. A êxedra está decorada com seixos coloridos, incluindo o brasão da família abaixo do qual está o mote da família Temple: TEMPLA QUAM DELECTA (Quão Belos são os teus Temples).
- O Vaso Chatham (Chatham Urn) [29] é um grande vaso esculpido em 1780 por John Bacon como um memorial a William Pitt, 1.º Conde de Chatham, um antigo Primeiro-Ministro aparentado com a família Temple. O vaso, originalmente instalado numa outra casa, foi removido para Stowe em 1831 e colocado numa pequena ilha do Lago Octogonal.
- O Monumento de Congreave (Congreave's Monument) [29] é um memorial de pedra a William Congreve, desenhado por Kent em 1736. Tem a forma duma pirâmide, apresentando num dos lados um vaso esculpido com a cabeça de Apolo, flautas-de-pã e máscaras da comédia e da tragédia; a pirâmide truncada suporta a escultura dum macaco olhando-se a si próprio num espelho. Abaixo podem ler-se a inscrições:

Vitae imitatio Consuetudinis speculum Comoedia

(A Comédia é a imitação da vida, e o espelho a da moda)

Ingenio Acri, faceto, expolito, Moribusque Urabnis

candidis, facillimis, Gulielmi Congreve, Hoc Qualecunque

desiderii sui Solamen simul & Monumentum Posuit

(No ano de 1736, COBHAM ergueu esta pobre consolação

assim como Monumento, à sua perda das agudas, elegantes, polidas

inteligentes e civilizadamente leais mais afectadas Maneiras de William Congreve)

- O Templo da Amizade (Temple of Friendship) [30] foi construído em pedra, em 1739, segundo desenhos de Gibbs. Foi seriamente danificado por um incêndio ocorrido em 1840 e permanece em ruínas. Construído como um pavilhão para entreter os amigos de Lord Cobham, foi originalmente decorado com murais de Francesco Sleter e com uma série de dez bustos em mármore de amigos políticos de Cobham. O edifício consistia numa sala quadrada que se erguia por dois andares, encimada por um telhado piramidal com um lanternim. A frente tinha um pórtico com quatro colunas toscanas suportando um frontão, os lados tinham arcadas de um arco de profundidade por três de largura, suportando igualmente frontões. As arcadas e o pórtico com a parede atrás ainda se mantêm de pé.

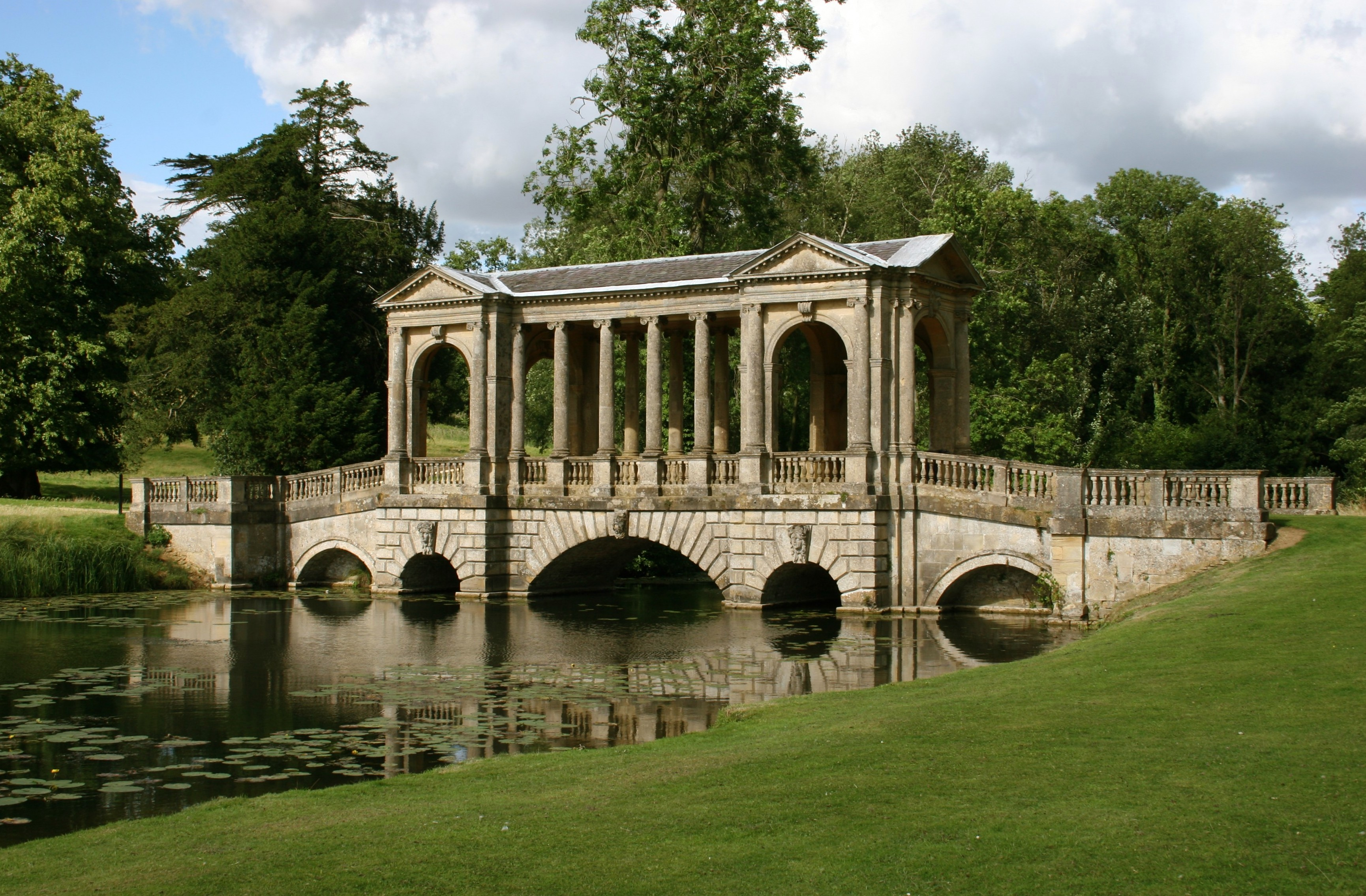
A Ponte Palladiana.

- A Ponte Palladiana (Palladian Bridge) [31] é uma cópia da ponte de Wilton House. A principal diferença reside no facto da versão de Stowe ter sido desenhada para ser usada por carruagens puxadas por cavalos, pelo que se apresenta mais baixa, com rampas pouco pronunciadas em vez de ter degraus na sua abordagem. Foi completada em 1738, provavelmente sob a direcção de Gibbs. Possui cinco arcos, sendo o central mais largo e segmentado com pedras de fecho esculpidas, os dois que o flanqueiam semi-circulares, também com pedras de fecho esculpidas, e os restantes dois segmentados. Possui um parapeito balaustrado, com os três arcos do meio suportando, também, um pavilhão aberto. Sobre o arco do meio, este pavilhãs consiste em colunatas de quatro colunas e duas meias-colunas jónicas romanas sem caneladuras. Sobre os arcos que flanqueiam o central existem pavilhões com arcos em todos os quatro lados. Estes possuem colunas emparelhadas nos seus flancos e extremos da mesma ordem da colunata, as quais por sua vez suportam frontões. O telhado é plano, com um elaborado tecto estucado.
- O Templo da Rainha (Queen's Temple) [32] originalmente desenhado por Gibbs em 1742, foi concebido para entreter os amigos de Lady Cobham. O edifício foi amplamente remodelado entre 1772 e 1774 para receber uma forma neoclássica. Novas alterações foram feitas em 1790 para comemorar a recuperação da loucura de Jorge III com a ajuda da Rainha Carlota, em homenagem a quem o edifício foi rebaptizado. O arquitecto foi, provavelmente, Thomas Pitt, sendo o pórtico baseado no da Maison Carrée. O andar principal ergue-se num pódio e a fachada principal consiste num pórtico de quatro colunas compósitas acanaladas cujo acesso é feito por um lanço de escadas balaustradas com a mesma largura do próprio pórtico. A fachada é mais larga que o pórtico e as paredes que o flanqueiam possuem nichos contendo vasos ornamentais. A larga porta é totalmente vidrada. A sala existente no seu interior é a mais elaboradamente decorada entre todas as existentes nos edifícios dos jardins. As colunas  e pilastras coríntias em Scagliola são baseadas nas do Templo de Vénus e Roma, sendo a abóbada de berço cofrada. Existem vários medalhões de gesso em volta das paredes: a Britannia Desanimada, com a inscrição Desideriis icta fidelibus Quaerit Patria Caesarem (Pela vida de César, com esperanças e receios ansiosos Britannia eleva ao Céu as lágrimas duma nação); a Britannia com um ramo de palma sacrificada a Esculápio com a inscrição O Sol pulcher! O laudande, Canam recepto Caesare felix (Oh dias felizes! com êxtase os Bretões cantam o dia em que o Céu restabelece o seu Rei favorito!); e Britannia suportando um medalhão da Rainha com a inscrição Charlottae Sophiae Augustae, Pietate erga Regem, erga Rempublicam Virtute et constantia, In difficillimis temporibus spectatissimae D.D.D. Georgius M. de Buckingham MDCCLXXXIX. (À Rainha, Mais respeitável nos momentos mais difíceis, pelo seu apego e zelo para com o serviço público, George Marquês de Buckingham dedica este monumento 1789). Outras decorações em estuque nas paredes são: Troféus da Religião, Justiça e Misericórdia; Agricultura e Manufactura; Navegação e Comércio; e a Guerra. Quase todas as decorações foram obra de Charles Peart, com excepção da estátua de Britannia, por Joseph Ceracchi. Em 1842, o 2º Duque de Buckingham inseriu no centro do pavimento um mosaico romano encontrado na vizinha aldeia de Foscott.
- As Divindades Saxónicas (Saxon Deities) [33] são três esculturas, executadas por John Michael Rysbrack, das sete divindades que dão nome aos dias da semana (em inglês). Foram esculpidas em pedra de Portland no ano de 1727. Foram removidas para a sua actual localização em 1773. As esculturas, cópias das originais vendidas em 1921-1922, encontram-se dispostas em círculo. Todas as esculturas, com excepção da de Sol (uma escultura de meio corpo), possuem um tamanho natural e erguem-se num plinto. Representam: Sanna (Sunday - Domingo); Seatern (Saturday - Sábado), Mani (Monday - Segunda-feira), Tyr (Tuesday - Terça-feira), Woden (Wednesday - Quarta-feira), Thor (Thursday - Quinta-feira) e Frigg (Friday - Sexta-feira).

### Jardins Lamport
Estes jardins, situados a sudeste dos Jardins Este, foram criados em 1840 pelo jardineiro do 2º Duque de Buckingham, Mr Ferguson, e pelo arquitecto Edward Blore como um jardim ornamental de rocha e água. O edifício existente nesta área é:
- A Casa Chinesa (Chinese House) [34] é datada de 1738, o que faz dela o primeiro edifício em estilo chinês conhecido na Inglaterra. É feito de madeira e foi pintado em tela no interior por Francesco Sleter. Originalmente ficava sobre estacas num tanque próximo dos Campos Elísios. Em 1750 foi removida de Stowe, sendo recomprada pelo National Trust em 1996 e recolocada na sua actual posição.

### Vale Grego
O Vale Grego fica localizado a norte do Jardim Este e consiste numa área de relvados em forma de L escavada com a intenção inicial de criar um lago. Foi desenhado por Capability Brown e realizado entre 1747 e 1749, sendo o primeiro desenho paisagístico conhecido daquele arquitecto paisagista. Os edifícios nesta área são:
- O Templo da Concórdia e Vitória (Temple of Concord and Victory),[35] construído em pedra entre 1747 e 1749, é o maior dos edifícios de jardim, sendo o seu criador desconhecido. O edifício fica localizado no sítio onde os dois braços do vale se encontram. Ergue-se num pódio, com um lanço de escadas que sobem para a entrada principal, uma cela e  pronau encimado por um peristilo de 28 colunas jónicas caneladas, dez nos flancos e seis em cada topo. O frontão principal contém uma escultura, de Peter Scheemakers, representando os Quatro Cantos do Mundo trazendo os seus Vários Produtos à Britannia; encontram-se ali seis estátuas acroterianas moldadas em chumbo pintado para parecer pedra, em ambos os frontões, este e oeste. No friso do entablamento encontram-se as palavras CONCORDIAE ET VICTORIAE; a escultura no edifício data da década de 1760, quando este foi convertido num monumento evocativo da vitória britânica na Guerra dos Sete Anos. O tecto do peristilo baseia-se numa gravura que Robert Wood fez de um tecto em Palmira. Dentro do pronau e da cela existem 16 medalhões de terracota, comemorativos das Vitórias Britânicas. As portas de madeira estão pintadas num azul profundo com realces dourados nas moldagens. Por cima da porta encontra-se uma inscrição da autoria de Valério Máximo:

Quo Tempore Salus eorum in ultimas Ausustias deducta

nullum Ambitioni Locum relinquebat

(Os Tempos cheios de Perigos tão alarmantes

Não deixam Esperança para qualquer Pensamento faccioso)

O interior da parede no final da cella tem uma edícula contendo uma estátua da Liberdade, sobre a qual se encontra a inscrição:

Candidis autem animis voluptatem praebuerint in

cinspicuo posita qua cuique magnifica merito contigerunt

(Um doce sensação toca cada seio dos generosos sentimentos de candura,

Quando os serviços públicos, com a honra devida, são reconhecidamente marcados pela opinião pública)

- O Templo da Poesia Pastoral (Fane of Pastoral Poetry),[36] localizado num bosque de árvores no extremo este do Vale Grego, é um pequeno belvedere em pedra, desenhado por James Gibbs em 1729 e, mais tarde, removido para a sua posição actual na década de 1760. Possui uma planta quadrada com cantos chanfrados, com um arco de cada lado e contrafortes salientes em cada esquina. O edifício é encimado por uma cúpula com um remate quadrado.
- O Monumento Cobham (Cobham Monument),[36] a sul do Vale Grego, é uma alta estrutura de pedra existente nos jardins, elevando-se até aos 104 pés (32 m). Foi construído entre 1747 e 1749, provavelmente segundo desenhos de Brown. Consiste num plinto quadrado com contrafortes nos cantos, encimada por leões em pedra de Coade segurando escudos adicionados em 1778. A coluna propriamente dita é octogonal, com uma única canelagem em cada face, um capitel dórico moldado e base. Sobre a coluna encontra-se um pequeno belvedere de oito arcos com uma cúpula suportando a escultura de Lord Cobham.

### Jardim Oeste
Este jardim fica imediatamente a oeste da Vista Sul, incluindo o Lago de Onze Acres (Eleven-Acre Lake). Os edifícios nesta área são:
- O Redondo (Rotondo),[37] desenhado por Vanburgh e construído em 1720-1721, é um templo circular, consistindo em onze colunas jónicas romanas, sem caneladuras, que se erguem num pódio de três degraus. A cúpula foi alterada por Borra em 1773-1774, sendo-lhe dada um perfil mais baixo. No centro encontra-se uma estátua de Vénus instalada num alto plinto decorado. A actual escultura, dourada, é uma substituição recente da original.
- A Estátua da Rainha Carolina (Statue of Queen Caroline) [38] toma a forma dum Tetrapilon, um alto plinto quadrado encimado por quatro colunas jónicas romanas caneladas suportando um entablamento, o qual, por sua vez, suporta a estátua da Rainha Carolina no seu pedestal, em volta do qual está inscrito Honori, Laudi, Virtuti Divae Carolinae (Para Honra, Louvor e Virtude da Divina Carolina).
- O Templo de Vénus (Temple of Venus),[39] datado de 1731, foi o primeiro edifício nos jardins desenhado por William Kent. O edifício de pedra toma a forma duma das villas de Palladio, com a sala central, rectangular, ligada aos pavilhões por duas arcadas quadrantes. A fachada principal, com frontão, possui uma êxedra, escondida por duas colunas e duas meias-colunas jónicas romanas, onde se encontram dois nichos contendo bustos, de cada lado da porta, de Cleópatra e Faustina. A êxedra é flanqueada por dois nichos contendo bustos de Nero e Vespasiano, conhecidos de todos pelos seus apetites sexuais. Os pavilhões periféricos possuem cúpulas. O interior estava decorado com murais pintados por Francesco Sleter, incluindo Vénus promovendo ciúme sexual. As pinturas foram destruídas no final do século XVIII.
- A Caverna de Dido (Dido's Cave),[40] pouco mais que uma alcova, provavelmente construída na década de 1720, foi originalmente decorada com uma pintura de Dido e Eneias. Por volat de 1781, a fachada foi decorada com tufo pela Marquesa de Buckingham. O seu filho, o 1º Duque de Buckingham, transformou a caverna no seu memorial, acrescentando a inscrição Mater Amata, Vale! (Adeus amada Mãe).
- O Ermitério (Hermitage) [41] foi desenhado cerca de 1731 por Kent. É um edifício fortemente rusticado, possuindo um frontão, que contém flautas de pã esculpidas dentro duma grinalda, e uma pequena torre à direita da entrada.
- As Ruinas Artificiais (Artificial Ruins) e a Cascata (Cascade);[42] a Cascata, construída na década de 1730, liga o Lago de Onze Acres, mais alto, ao Lago Octogonal. As Ruínas Artificiais consistem numa série de arcos sobre a cascata, construídos para parecerem ruinosos.
- O Zoológico (Menagerie) [43] é uma estrutura de pedra, construída cerca de 1781, provavelmente segundo desenhos de Valdrè. Foi edificado para exibir os animais embalsamados do Marquês de Buckingham. A sala central é encimada por uma cúpula que possui uma cobertura exterior em cobre. O interior tinha um mural. A fachada consiste em quatro pilastras jónicas em espaços iguais, com o par central a flanquer as portas da entrada arcada, e o outro par a ladear nichos. Existem duas alas quadrantes de cinco secções, flanqueadas por colunas jónicas emparelhadas com as pilastras, entre as quais se encontram janelas. As salas por trás destas janelas são orangeries, nos extremos das quais se encontram sólidas paredes com portas arcadas no meio, flanqueadas por hermas, sendo o conjunto encimado por frontões.

### Parque
Rodeando os jardins, o parque cobria originalmente mais de 5.000 acres (20 km²) e estendia-se a norte até ao contíguo condado do Northamptonshire. Os edifícios no parque incluem:
- O Castelo Stowe (Stowe Castle), duas milhas (3 km) a este dos jardins, construído na década de 1730, provavelmente segundo desenhos de Gibb.
- A Torre Bourbon (Bourbon Tower), situada nas proximidades do Castelo Stowe, foi construída cerca de 1741, provavelmente segundo desenhos de Gibb. É uma torre circular de três pisos, com um telhado cónico. Foi-lhe dado o actual nome em 1808 para comemorar uma visita da exilada Família Real francesa.
- O Obelisco do 2º Duque (2nd Duke's Obelisk), localizado nas proximidades da Torre Bourbon. Este obelisco de granito foi erguido em 1864.
- O Obelisco Wolfe (Wolfe Obelisk) é um memorial em pedra ao General Wolfe. Tem 100 pés (31 m) de altura e fica localizado poucas centenas de jardas a noroeste do jardim. Originalmente desenhado por Vanbrugh, foi removido em 1754 do centro do Lago Octogonal.
- O Guarda-chuva Gótico (Gothic Umbrello), próximo do Obelisco Wolfe, é um pequeno pavilhão octogonal datado da década de 1790.

## Elementos classificados
A propriedade de Stowe possui uma das maiores concentrações de listed buildings classificados com o Grau I na Inglaterra. Existem classificações separadas para:
- Stowe House

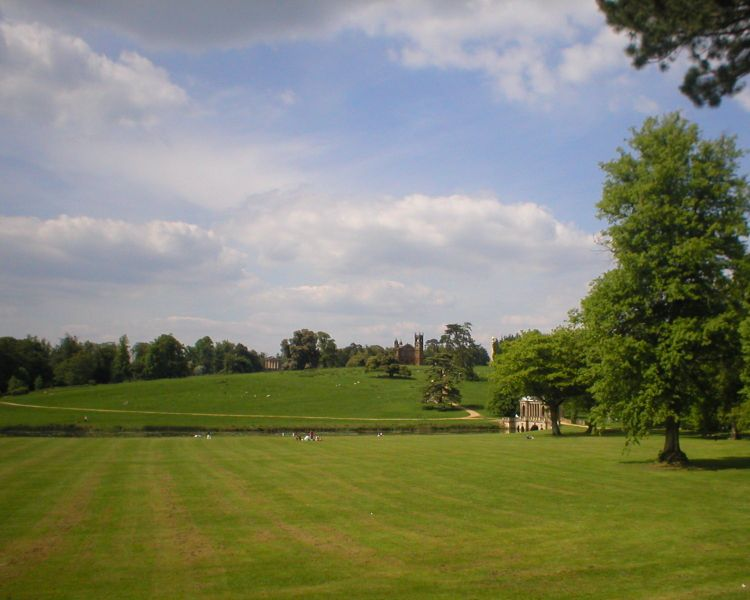
Jardins de Stowe, com a Ponte Palladiana à direita e o Templo Gótico na subida logo adiante. Mais além são, ainda, visíveis o Templo da Rainha e o Monumento de Lord Cobham.

- Os arcos em cada extremo das frentes norte e sul do palácio;
- Caverna de Dido (Dido's Cave);
- A estátua equestre de Jorge I, colocada a norte do palácio;
- A Coluna de Lord Cobham (Lord Cobham's Column);
- O Monumento da Rainha Carolina (Queen Caroline's Monument);
- Os pavilhões Boycott (Boycott Pavilions);
- A Cascata;
- O Monumento Congreve (Congreve Monument);
- O Arco Coríntio (Corinthian Arch);
- O Arco Dórico (Doric Arch);
- O Templo Gótico (Gothic Temple);
- A Coluna Grenville (Grenville Column);
- O Ermitério (Hermitage);
- Os Pavilhões do Lago (Lake Pavilions);
- A Ponte Oxford (Oxford Bridge);
- O Portão Oxford (Oxford Gate);
- A Ponte Palladiana (Palladian Bridge);
- O Templo da Rainha (Queens Temple);
- O Redondo (Rotondo);
- A Ponte de Conchas (Shell Bridge) e o Monumento do Capitão Cook (Captain Cook's Monument);
- O Templo da Antiga Virtude (Temple of Ancient Virtue);
- O Templo das Dignidades Britânicas (Temple of British Worthies);
- O Templo da Concórdia e Vitória (Temple of Concord and Victory);
- O Templo da Amizade (Temple of Friendship);
- O Templo de Vénus (Temple of Venus);
- O Obelisco Wolfe (Wolfe Obelisk).

Estes constituem perto de 0,5% dos cerca de 6.000 listed buildings classificados com o Grau I na Inglaterra e País de Gales. Os outros edifícios históricos presentes no jardim e no parque estão classificados com o Grau II* ou com o Grau II.